# 10272 Yuko
10272 Yuko è un asteroide della fascia principale. Scoperto nel 1981, presenta un'orbita caratterizzata da un semiasse maggiore pari a 2,7521146 au e da un'eccentricità di 0,1097611, inclinata di 11,89950° rispetto all'eclittica.
L'asteroide è dedicato al giapponese Yuko Kimura, associato amministratore dell'Osservatorio astronomico nazionale del Giappone.